# Indotestudo travancorica
Indotestudo travancorica é uma grande tartaruga da floresta, que pode atingir até 330 mm de comprimento. A espécie foi descrita pela primeira vez por George Albert Boulenger em 1907. Alimenta-se principalmente de gramíneas e ervas. Também se alimenta de moluscoss, insetos, carcaças de animais, fungos e frutas. Ocorre em florestas montanhosas em altitudes de 450–850 m. Os machos lutam batendo em sua carapaça durante a temporada de reprodução, entre novembro e março. Faz um ninho raso no solo e põe de 1 a 5  ovos. Os filhotes têm 55–60 mm de tamanho. A tartaruga é ameaçada devido a caça, incêndios florestais, destruição e fragmentação de habitat.

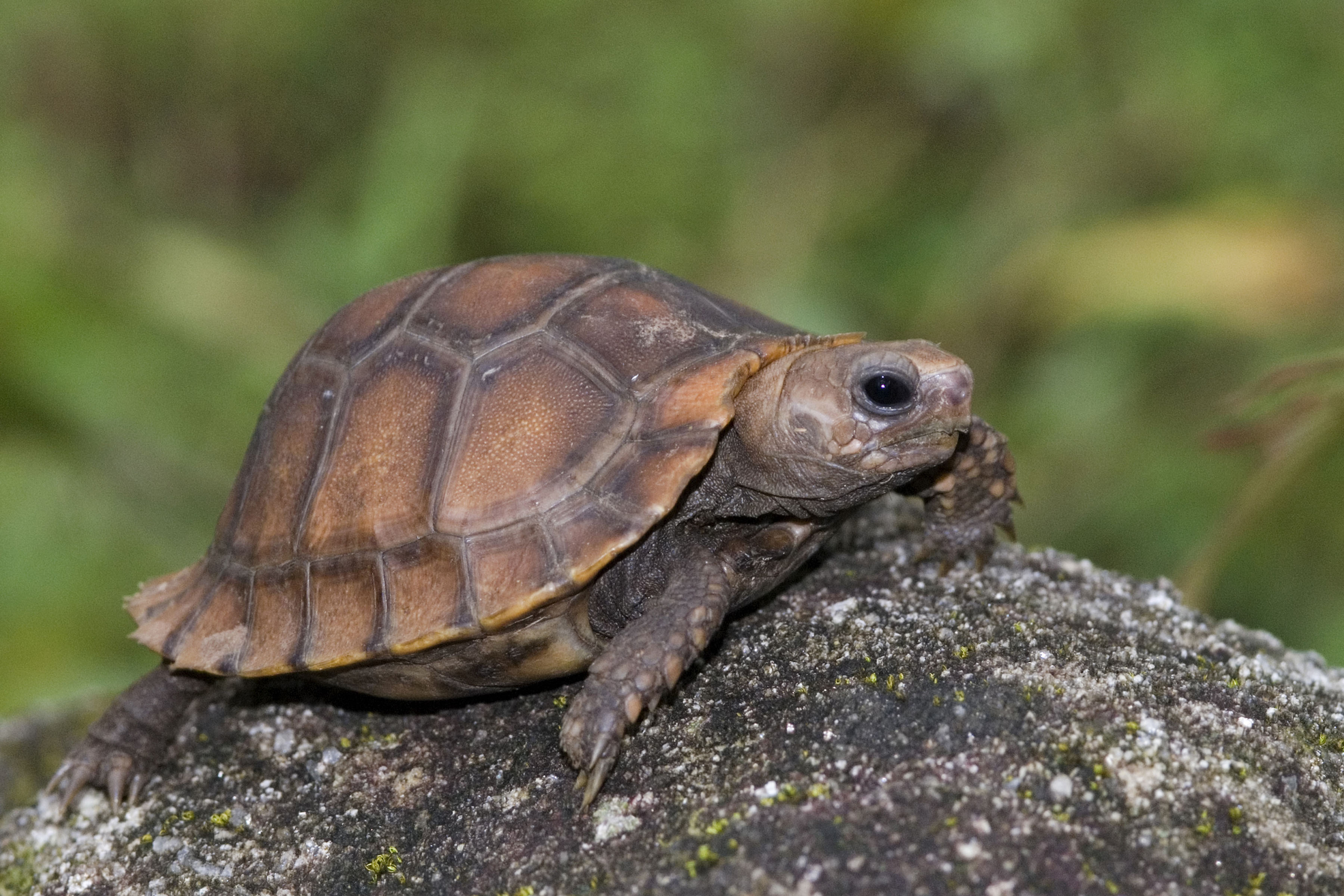
Filhote

- Identificação: uma scute logo atrás da cabeça está ausente e a segunda scute ao longo da coluna vertebral está localizada no ponto mais alto da concha.
- Status: Lista vermelha da IUCN - vulnerável; Lei de Proteção à Vida Selvagem Indígena: Anexo IV.
- Distribuição: restrita a Western Ghats, nos estados indianos de Kerala, Karnataka e Tamil Nadu.
- Nomes vernáculos:
  - Tâmil: periya amai, kal amai
  - Kadas: vengala amai
  - Kannada: betta aame, gudde aame, kadu aame
  - Malaiala: kattu aama